# サクラ大戦 〜熱き血潮に〜
『サクラ大戦 〜熱き血潮に〜』（サクラたいせん あつきちしおに）は、株式会社セガが2003年2月27日に発売したPlayStation 2用ゲームソフト。『サクラ大戦シリーズ』のナンバリングタイトル第1作目、『サクラ大戦』のリメイク作品である。

## 概要
ストーリーそのものは多少イベントが追加された程度（一部シナリオの分割や旧作でメイン回がなかった紅蘭メインのシナリオの追加）で元作品と大差は無いが、ハード性能が大幅に向上したことを受けて『サクラ大戦3 〜巴里は燃えているか〜』以降に導入されたシステム「ARMS」や新しい「LIPS」、隊長度による大神自身の能力値補正などを導入している。しかし、同日発売の『真・三國無双3』、『スターオーシャン Till the End of Time』による三つ巴の販売戦争の末、初登場3位に抑えられた。
新たに付けられた副題は、『サクラ大戦2 〜君、死にたもうことなかれ〜』と同様に、与謝野晶子の名歌の一節から採られた。

### オリジナル版との違い
- 『サクラ大戦2 〜君、死にたもうことなかれ〜』で存在が明らかになった欧州星組についての言及があり、劇中の資料映像として流れるムービーに星組メンバー5名のうちラチェット、織姫、レニの3名が登場する。
- 第3話と4話を除く次回予告の内容が異なる。
- オリジナル版で登場した霊子甲冑は、武装と機体の色以外は全機同一デザインだったが、本作では各機が乗り手の個性に合わせてカスタマイズされている。特に後半で乗り換える神武は下半身がキャタピラの機体や足のない機体などオリジナル版とはほぼ別物の機体と化している。
- 敵側機体もリメイクされており、特に神威は終盤翼を装備、蒼角は爪（旧作は鉄球とトンファー）、孔雀は扇（旧作は機関銃）と武器が変更されているほか、必殺攻撃に追加効果が発生したりオリジナルでは複数回移動だった蒼角の特殊能力が戦闘システムの変更に伴いターン開始時にテレポートを行うに変更されている。
- 白銀の羅刹の声優が変更された。
- 戦闘システムに「ARMS」が導入された。また必殺技のアニメや合体技の名前と内容が一新された。
- 気力値を消費して敵に追加効果を与える「特殊攻撃」が登場した。
- アドベンチャーパートでイベントのある場所が表示されるようになった。
- エンディングが大幅に改変されている。
- オリジナル版で各キャラクターごとにあったミニゲームパートがなくなり、携帯サイトでのゲーム（iモード専用、有料）に変更。ただし、花札のみ帝劇メンバーとのこいこい大会という形に変更されて残っている。
- オープニングムービーは新規のものに変更。また出撃シーンや光武搭乗シーンなども新規に差し替えられている。

## スタッフ
- 原作 - 広井王子
- 脚本 - あかほりさとる
- キャラクター原案 - 藤島康介
- キャラクターデザイン - 松原秀典
- 音楽 - 田中公平

## 主題歌
OP「檄!帝国華撃団」
作詞 - 広井王子、作曲 - 田中公平、歌 - 横山智佐（真宮寺さくら）＆帝国歌劇団
ED「花咲く乙女」
作詞 - 広井王子、作曲 / 編曲 - 田中公平、歌 - 帝国歌劇団